# Buick GL8
O GL8 é uma minivan da Buick fabricada na China.